# Wahlkreis Rotenburg (Hessen)
Der Wahlkreis Rotenburg (Wahlkreis 10) ist ein Landtagswahlkreis in Hessen, der sich über den Süden des Werra-Meißner-Kreises und den Norden des Landkreises Hersfeld-Rotenburg erstreckt. Folgende Städte und Gemeinden gehören zum Wahlkreis: Herleshausen, Meißner, Ringgau, Sontra, Waldkappel, Wehretal und Weißenborn aus dem Werra-Meißner-Kreis sowie Alheim, Bebra, Cornberg, Ludwigsau, Nentershausen, Ronshausen, Rotenburg an der Fulda und Wildeck aus dem Kreis Hersfeld-Rotenburg. Die Gemeinde Ludwigsau, die zuvor zum Wahlkreis Hersfeld gehörte, wurde durch Gesetz vom 18. Dezember 2017 (GVBl. S. 478) dem Wahlkreis zugeschlagen.
Der Wahlkreis besteht seit dem 1. Januar 1983, davor zählten Herleshausen, Meißner, Ringgau, Sontra, Waldkappel, Wehretal, Weißenborn, Cornberg, Nentershausen, Ronshausen und Wildeck zum Wahlkreis 7 sowie Alheim, Bebra und Rotenburg an der Fulda zum Wahlkreis 8.

## Wahl 2023
| Landtagswahl in Hessen 2023 – WK Rotenburg (Hessen)Zweitstimmen %403020100 34,4 %23,4 %20,6 %6,7 %5,6 %3,5 %1,7 %1,4 %2,3 % CDUAfDSPDGrüneFWFDPLinkeTierschutzSonst.Gewinne und Verlusteim Vergleich zu 2018 %p 10 8 6 4 2 0 −2 −4 −6 −8+7,0 %p+8,6 %p−7,2 %p−6,0 %p+1,1 %p−2,1 %p−2,8 %p+0,6 %p+0,4 %pCDUAfDSPDGrüneFWFDPLinkeTierschutzSonst. |

| Gegenstand der Nachweisung | Gegenstand der Nachweisung | Erst- stimmen | Erst- stimmen | Zweit- stimmen | Zweit- stimmen |
| Bewerber                   | Partei                     | Anzahl        | %             | Anzahl         | %              |
| -------------------------- | -------------------------- | ------------- | ------------- | -------------- | -------------- |
| Wahlberechtigte            | Wahlberechtigte            | 62.193        | 62.193        | 62.193         | 62.193         |
| Wähler                     | Wähler                     | 43.504        | 43.504        | 43.504         | 69,9           |
| Ungültige Stimmen          | Ungültige Stimmen          | 1.035         | 2,4           | 958            | 2,2            |
| Gültige Stimmen            | Gültige Stimmen            | 42.469        | 97,6          | 42.546         | 97,8           |
| davon                      |                            |               |               |                |                |
| Lena Arnoldt               | CDU                        | 15.981        | 37,6          | 14.624         | 34,4           |
| Kristina Bayer             | GRÜNE                      | 2.232         | 5,3           | 2.896          | 6,8            |
| Karina Fissmann            | SPD                        | 9.996         | 23,5          | 8.761          | 20,6           |
| Gerhard Schenk             | AfD                        | 9.427         | 22,2          | 10.033         | 23,6           |
| Max Grotepaß               | FDP                        | 1.273         | 3,0           | 1.478          | 3,5            |
| Erich Lange                | Die Linke                  | 739           | 1,7           | 766            | 1,8            |
| Rainer Janisch             | Freie Wähler               | 2.821         | 6,6           | 2.398          | 5,6            |
|                            | Tierschutzpartei           |               |               | 607            | 1,4            |
|                            | Die PARTEI                 | 271           | 0,6           |                |                |
|                            | Piraten                    | 117           | 0,3           |                |                |
|                            | ÖDP                        | 60            | 0,1           |                |                |
|                            | P. f. schulm. Verjf.       | 32            | 0,1           |                |                |
|                            | V-Partei³                  | 69            | 0,2           |                |                |
|                            | PdH                        | 31            | 0,1           |                |                |
|                            | ABG                        | 68            | 0,2           |                |                |
|                            | APPD                       | 26            | 0,1           |                |                |
|                            | Basis                      | 164           | 0,4           |                |                |
|                            | DKP                        | 19            | 0,0           |                |                |
|                            | DIE NEUE MITTE             | 22            | 0,1           |                |                |
|                            | Volt                       | 74            | 0,2           |                |                |
|                            | Klimaliste                 | 30            | 0,1           |                |                |

## Wahl 2018
| Gegenstand der Nachweisung | Gegenstand der Nachweisung | Wahlkreis- stimmen | Wahlkreis- stimmen | Landes- stimmen | Landes- stimmen |
| Kreiswahlbewerber/in       | Partei                     | Anzahl             | %                  | Anzahl          | %               |
| -------------------------- | -------------------------- | ------------------ | ------------------ | --------------- | --------------- |
| Wahlberechtigte            | Wahlberechtigte            | 60.446             | 100,0              | 60.446          | 100,0           |
| Wähler                     | Wähler                     | 41.248             | 68,2               | 41.248          | 68,2            |
| Ungültige Stimmen          | Ungültige Stimmen          | 1.208              | 2,9                | 1.212           | 2,9             |
| Gültige Stimmen            | Gültige Stimmen            | 40.040             | 100,0              | 40.036          | 100,0           |
| davon                      |                            |                    |                    |                 |                 |
| Lena Arnoldt               | CDU                        | 12.670             | 31,6               | 10.837          | 27,1            |
| Karina Fissmann            | SPD                        | 12.239             | 30,6               | 11.240          | 28,1            |
| Helena Pfingst             | GRÜNE                      | 3.692              | 9,2                | 5.113           | 12,8            |
| Anne-Merit Noetzel         | LINKE                      | 1.644              | 4,1                | 1.781           | 4,4             |
| Aribert Kirch              | FDP                        | 2.023              | 5,1                | 2.242           | 5,6             |
| Gerhard Schenk             | AfD                        | 5.568              | 13,9               | 5.912           | 14,8            |
| –                          | PIRATEN                    | x                  | x                  | 122             | 0,3             |
| Claus Wenzel               | FREIE WÄHLER               | 2.202              | 5,5                | 1.833           | 4,6             |
| –                          | NPD                        | x                  | x                  | 108             | 0,3             |
| –                          | Die PARTEI                 | x                  | x                  | 155             | 0,4             |
| –                          | ÖDP                        | x                  | x                  | 64              | 0,2             |
| –                          | Die Grauen                 | x                  | x                  | 44              | 0,1             |
| –                          | BüSo                       | x                  | x                  | 2               | 0,0             |
| –                          | AD-Demokraten              | x                  | x                  | 19              | 0,0             |
| –                          | Bündnis C                  | x                  | x                  | 58              | 0,1             |
| –                          | BGE                        | x                  | x                  | 29              | 0,1             |
| –                          | Die Violetten              | x                  | x                  | 16              | 0,0             |
| –                          | LKR                        | x                  | x                  | 7               | 0,0             |
| –                          | Menschliche Welt           | x                  | x                  | 15              | 0,0             |
| –                          | Die Humanisten             | x                  | x                  | 6               | 0,0             |
| –                          | Gesundheitsforschung       | x                  | x                  | 60              | 0,1             |
| –                          | Tierschutz                 | x                  | x                  | 333             | 0,8             |
| –                          | V-Partei³                  | x                  | x                  | 40              | 0,1             |

Der Wahlkreis wird durch die erstmals direkt gewählte Wahlkreisabgeordnete Lena Arnoldt (CDU) im Parlament vertreten. Daneben sind die SPD-Kandidatin Karina Fissmann und der AfD-Kandidat Gerhard Schenk über die Landesliste ihrer Partei in den Landtag eingezogen.

## Wahl 2013
| Gegenstand der Nachweisung | Gegenstand der Nachweisung | Wahlkreis- stimmen | Wahlkreis- stimmen | Landes- stimmen | Landes- stimmen |
| Kreiswahlbewerber/in       | Partei                     | Anzahl             | %                  | Anzahl          | %               |
| -------------------------- | -------------------------- | ------------------ | ------------------ | --------------- | --------------- |
| Wahlberechtigte            | Wahlberechtigte            | 57.839             | 100,0              | 57.839          | 100,0           |
| Wähler                     | Wähler                     | 43.115             | 74,5               | 43.115          | 74,5            |
| Ungültige Stimmen          | Ungültige Stimmen          | 1.671              | 3,9                | 1.401           | 3,2             |
| Gültige Stimmen            | Gültige Stimmen            | 41.444             | 100,0              | 41.714          | 100,0           |
| davon                      |                            |                    |                    |                 |                 |
| Lena Arnoldt               | CDU                        | 17.005             | 41,0               | 15.556          | 37,3            |
| Dieter Franz               | SPD                        | 18.097             | 43,7               | 16.616          | 39,8            |
| Dominik Fiedler            | FDP                        | 878                | 2,1                | 1.339           | 3,2             |
| Kaya Kinkel                | GRÜNE                      | 2.203              | 5,3                | 2.651           | 6,4             |
| Jens Brumma                | LINKE                      | 2.134              | 5,1                | 1.992           | 4,8             |
|                            | FREIE WÄHLER               | x                  | x                  | 454             | 1,1             |
|                            | NPD                        | x                  | x                  | 633             | 1,5             |
|                            | REP                        | x                  | x                  | 69              | 0,2             |
|                            | PIRATEN                    | x                  | x                  | 530             | 1,3             |
|                            | BüSo                       | x                  | x                  | 19              | 0,0             |
|                            | ADd                        | x                  | x                  | 68              | 0,2             |
|                            | Die Grauen                 | x                  | x                  | 17              | 0,0             |
| Matthias Reiter            | AfD                        | 1.127              | 2,7                | 1.538           | 3,7             |
|                            | AVIP                       | x                  | x                  | 31              | 0,1             |
|                            | LUPe                       | x                  | x                  | 7               | 0,0             |
|                            | ÖDP                        | x                  | x                  | 35              | 0,1             |
|                            | Die PARTEI                 | x                  | x                  | 144             | 0,3             |
|                            | PSG                        | x                  | x                  | 15              | 0,0             |

Dieter Franz zog als Gewinner des Direktmandats in den Landtag ein.

## Wahl 2009
| Gegenstand der Nachweisung | Gegenstand der Nachweisung | Wahlkreis- stimmen | Wahlkreis- stimmen | Landes- stimmen | Landes- stimmen |
| Bewerber                   | Partei                     | Anzahl             | %                  | Anzahl          | %               |
| -------------------------- | -------------------------- | ------------------ | ------------------ | --------------- | --------------- |
| Wahlberechtigte            | Wahlberechtigte            | 59.799             | 100,0              | 59.799          | 100,0           |
| Wähler                     | Wähler                     | 37.791             | 63,2               | 37.791          | 63,2            |
| Ungültige Stimmen          | Ungültige Stimmen          | 1.605              | 4,2                | 1.497           | 4,0             |
| Gültige Stimmen            | Gültige Stimmen            | 36.186             | 100,0              | 36.294          | 100,0           |
| davon                      |                            |                    |                    |                 |                 |
| Angelika Scholz            | CDU                        | 13.878             | 38,4               | 13.074          | 36,0            |
| Dieter Franz               | SPD                        | 14.951             | 41,3               | 12.790          | 35,2            |
| Jochen Paulus              | FDP                        | 3.607              | 10,0               | 4.673           | 12,9            |
| Martin Lüer                | GRÜNE                      | 1.683              | 4,7                | 2.507           | 6,9             |
| Günter Biernoth            | LINKE                      | 1.635              | 4,5                | 1.883           | 5,2             |
|                            | REP                        | –                  | –                  | 135             | 0,4             |
|                            | FREIE WÄHLER               | –                  | –                  | 683             | 1,9             |
| Nicole Weber               | NPD                        | 432                | 1,2                | 382             | 1,1             |
|                            | PIRATEN                    | –                  | –                  | 125             | 0,3             |
|                            | BüSo                       | –                  | –                  | 42              | 0,1             |

Neben Dieter Franz als Gewinner des Direktmandats ist aus dem Wahlkreis noch Jochen Paulus als Nachrücker für die zur Staatssekretärin berufene Nicola Beer in den Landtag eingezogen.

## Wahl 2008
| Gegenstand der Nachweisung | Gegenstand der Nachweisung | Wahlkreis- stimmen | Wahlkreis- stimmen | Landes- stimmen | Landes- stimmen |
| Bewerber                   | Partei                     | Anzahl             | %                  | Anzahl          | %               |
| -------------------------- | -------------------------- | ------------------ | ------------------ | --------------- | --------------- |
| Wahlberechtigte            | Wahlberechtigte            | 60.178             | 100,0              | 60.178          | 100,0           |
| Wähler                     | Wähler                     | 39.963             | 66,4               | 39.963          | 66,4            |
| Ungültige Stimmen          | Ungültige Stimmen          | 1.622              | 4,1                | 1.279           | 3,2             |
| Gültige Stimmen            | Gültige Stimmen            | 38.341             | 100,0              | 38.684          | 100,0           |
| davon                      |                            |                    |                    |                 |                 |
| Angelika Scholz            | CDU                        | 13.416             | 35,0               | 12.815          | 33,1            |
| Dieter Franz               | SPD                        | 18.523             | 48,3               | 17.871          | 46,2            |
| Marco Locorotondo          | GRÜNE                      | 1.381              | 3,6                | 1.547           | 4,0             |
| Jochen Paulus              | FDP                        | 2.331              | 6,1                | 2.696           | 7,0             |
|                            | REP                        | –                  | –                  | 182             | 0,5             |
|                            | Die Tierschutzpartei       | –                  | –                  | 190             | 0,5             |
|                            | BüSo                       | –                  | –                  | 19              | 0,0             |
|                            | PSG                        | –                  | –                  | 22              | 0,1             |
|                            | Volksabstimmung            | –                  | –                  | 43              | 0,1             |
|                            | GRAUE                      | –                  | –                  | 54              | 0,1             |
| Peter Giesecke             | LINKE                      | 1.675              | 4,4                | 2.233           | 5,8             |
|                            | Die Violetten              | –                  | –                  | 10              | 0,0             |
|                            | FAMILIE                    | –                  | –                  | 135             | 0,3             |
| Waldemar Rescher           | FREIE WÄHLER               | 485                | 1,3                | 286             | 0,7             |
| Nicole Weber               | NPD                        | 530                | 1,4                | 496             | 1,3             |
|                            | PIRATEN                    | –                  | –                  | 52              | 0,1             |
|                            | UB                         | –                  | –                  | 33              | 0,1             |

## Wahl 2003
| Gegenstand der Nachweisung | Gegenstand der Nachweisung | Wahlkreis- stimmen | Wahlkreis- stimmen | Landes- stimmen | Landes- stimmen |
| Bewerber                   | Partei                     | Anzahl             | %                  | Anzahl          | %               |
| -------------------------- | -------------------------- | ------------------ | ------------------ | --------------- | --------------- |
| Wahlberechtigte            | Wahlberechtigte            | 61.654             | 100,0              | 61.654          | 100,0           |
| Wähler                     | Wähler                     | 41.527             | 67,4               | 41.527          | 67,4            |
| Ungültige Stimmen          | Ungültige Stimmen          | 2.180              | 5,2                | 1.313           | 3,2             |
| Gültige Stimmen            | Gültige Stimmen            | 39.347             | 100,0              | 40.214          | 100,0           |
| davon                      |                            |                    |                    |                 |                 |
| Angelika Scholz            | CDU                        | 18.236             | 46,3               | 18.713          | 46,5            |
| Dieter Franz               | SPD                        | 16.812             | 42,7               | 16.337          | 40,6            |
| Hans-Jürgen Müller         | GRÜNE                      | 1.421              | 3,6                | 1.783           | 4,4             |
| Klaus-Dieter Stephan       | FDP                        | 1.618              | 4,1                | 2.162           | 5,4             |
|                            | REP                        | –                  | –                  | 403             | 1,0             |
|                            | Die Tierschutzpartei       | –                  | –                  | 236             | 0,6             |
|                            | DIE FRAUEN                 | –                  | –                  | 117             | 0,3             |
|                            | PBC                        | –                  | –                  | 65              | 0,2             |
|                            | DKP                        | –                  | –                  | 37              | 0,1             |
|                            | ödp                        | –                  | –                  | 15              | 0,0             |
|                            | BüSo                       | –                  | –                  | 14              | 0,0             |
|                            | FAG Hessen                 | –                  | –                  | 22              | 0,1             |
|                            | PSG                        | –                  | –                  | 24              | 0,1             |
|                            | Schill                     | –                  | –                  | 286             | 0,7             |
| Hans-Jürgen Schülbe        | Einzelbewerber             | 1.260              | 3,2                | –               | –               |

## Wahl 1999
| Gegenstand der Nachweisung | Gegenstand der Nachweisung | Wahlkreis- stimmen | Wahlkreis- stimmen | Landes- stimmen | Landes- stimmen |
| Bewerber                   | Partei                     | Anzahl             | %                  | Anzahl          | %               |
| -------------------------- | -------------------------- | ------------------ | ------------------ | --------------- | --------------- |
| Wahlberechtigte            | Wahlberechtigte            | 62.651             | 100,0              | 62.651          | 100,0           |
| Wähler                     | Wähler                     | 45.338             | 72,4               | 45.338          | 72,4            |
| Ungültige Stimmen          | Ungültige Stimmen          | 1.576              | 3,5                | 716             | 1,6             |
| Gültige Stimmen            | Gültige Stimmen            | 43.762             | 100,0              | 44.622          | 100,0           |
| davon                      |                            |                    |                    |                 |                 |
| Angelika Scholz            | CDU                        | 16.740             | 38,3               | 16.480          | 36,9            |
| Dieter Franz               | SPD                        | 22.248             | 50,8               | 22.390          | 50,2            |
| Klaus Schlemm              | GRÜNE                      | 1.428              | 3,3                | 1.562           | 3,5             |
| Wolfgang Müsse             | F.D.P.                     | 1.310              | 3,0                | 1.592           | 3,6             |
| Harald Kanthack            | REP                        | 1.059              | 2,4                | 998             | 2,2             |
|                            | Die Tierschutzpartei       | –                  | –                  | 144             | 0,3             |
|                            | DIE FRAUEN                 | –                  | –                  | 75              | 0,2             |
|                            | PASS                       | –                  | –                  | 32              | 0,1             |
|                            | DKP                        | –                  | –                  | 30              | 0,1             |
|                            | BüSo                       | –                  | –                  | 4               | 0,0             |
|                            | FWG                        | –                  | –                  | 479             | 1,1             |
|                            | PBC                        | –                  | –                  | 47              | 0,1             |
|                            | DHP                        | –                  | –                  | 9               | 0,0             |
|                            | NATURGESETZ                | –                  | –                  | 20              | 0,0             |
|                            | ödp                        | –                  | –                  | 14              | 0,0             |
|                            | NPD                        | –                  | –                  | 59              | 0,1             |
| Heiner Hofsommer           | BFB-Die Offensive          | 756                | 1,7                | 687             | 1,5             |
| Dieter Schrapel            | Einzelbewerber             | 221                | 0,5                | –               | –               |

## Wahl 1995
| Gegenstand der Nachweisung | Gegenstand der Nachweisung | Wahlkreis- stimmen | Wahlkreis- stimmen | Landes- stimmen | Landes- stimmen |
| Bewerber                   | Partei                     | Anzahl             | %                  | Anzahl          | %               |
| -------------------------- | -------------------------- | ------------------ | ------------------ | --------------- | --------------- |
| Wahlberechtigte            | Wahlberechtigte            | 63.283             | 100,0              | 63.283          | 100,0           |
| Wähler                     | Wähler                     | 46.162             | 72,9               | 46.162          | 72,9            |
| Ungültige Stimmen          | Ungültige Stimmen          | 2.253              | 4,9                | 915             | 2,0             |
| Gültige Stimmen            | Gültige Stimmen            | 43.909             | 100,0              | 45.247          | 100,0           |
| davon                      |                            |                    |                    |                 |                 |
| Bernd Schleicher           | SPD                        | 22.240             | 50,7               | 22.261          | 49,2            |
| Angelika Scholz            | CDU                        | 16.459             | 37,5               | 16.203          | 35,8            |
| Michael Heid               | GRÜNE                      | 2.617              | 6,0                | 2.879           | 6,4             |
| Heinrich Strube            | F.D.P.                     | 1.842              | 4,2                | 2.767           | 6,1             |
|                            | ÖDP                        | –                  | –                  | 28              | 0,1             |
|                            | GRAUE                      | –                  | –                  | 84              | 0,2             |
| Frank Legien               | REP                        | 644                | 1,5                | 609             | 1,3             |
|                            | Solidarität                | –                  | –                  | 5               | 0,0             |
|                            | APD                        | –                  | –                  | 73              | 0,2             |
|                            | DKP                        | –                  | –                  | 26              | 0,1             |
| Dieter Fuhrmann            | NPD                        | 107                | 0,2                | 97              | 0,2             |
|                            | DHP                        | –                  | –                  | 8               | 0,0             |
|                            | f.NEP                      | –                  | –                  | 29              | 0,1             |
|                            | NATURGESETZ                | –                  | –                  | 44              | 0,1             |
|                            | BFB                        | –                  | –                  | 23              | 0,1             |
|                            | PBC                        | –                  | –                  | 70              | 0,2             |
|                            | STATT Partei               | –                  | –                  | 41              | 0,1             |

## Wahl 1991
| Gegenstand der Nachweisung | Gegenstand der Nachweisung | Wahlkreis- stimmen | Wahlkreis- stimmen | Landes- stimmen | Landes- stimmen |
| Bewerber                   | Partei                     | Anzahl             | %                  | Anzahl          | %               |
| -------------------------- | -------------------------- | ------------------ | ------------------ | --------------- | --------------- |
| Wahlberechtigte            | Wahlberechtigte            | 62.947             | 100,0              | 62.947          | 100,0           |
| Wähler                     | Wähler                     | 48.942             | 77,8               | 48.942          | 77,8            |
| Ungültige Stimmen          | Ungültige Stimmen          | 1.337              | 2,7                | 904             | 1,8             |
| Gültige Stimmen            | Gültige Stimmen            | 47.605             | 100,0              | 48.038          | 100,0           |
| davon                      |                            |                    |                    |                 |                 |
| Heiner Hofsommer           | CDU                        | 17.458             | 36,7               | 17.421          | 36,3            |
| Bernd Schleicher           | SPD                        | 25.339             | 53,2               | 24.866          | 51,8            |
| Lothar Kilian              | GRÜNE                      | 2.428              | 5,1                | 2.499           | 5,2             |
| Inge Bartholomäus          | F.D.P.                     | 2.380              | 5,0                | 2.489           | 5,2             |
|                            | REP                        | –                  | –                  | 470             | 1,0             |
|                            | DIE GRAUEN                 | –                  | –                  | 142             | 0,3             |
|                            | ÖDP                        | –                  | –                  | 80              | 0,2             |
|                            | PBC                        | –                  | –                  | 71              | 0,1             |

## Wahl 1987
|                   | Partei            | Anzahl | %     |
| ----------------- | ----------------- | ------ | ----- |
| Wahlberechtigte   | Wahlberechtigte   | 61.903 | 100,0 |
| Wähler            | Wähler            | 53.071 | 85,7  |
| Ungültige Stimmen | Ungültige Stimmen | 567    | 1,1   |
| Gültige Stimmen   | Gültige Stimmen   | 52.504 | 100,0 |
| davon             |                   |        |       |
| Bernd Schleicher  | SPD               | 26.929 | 51,3  |
| Heiner Hofsommer  | CDU               | 19.149 | 36,5  |
| Bernd Poppe       | F.D.P.            | 3.360  | 6,4   |
| Irmgard Kohlhepp  | GRÜNE             | 2.967  | 5,7   |
| Karl August Gisa  | DKP               | 99     | 0,2   |

## Wahl 1983
|                       | Partei            | Anzahl | %     |
| --------------------- | ----------------- | ------ | ----- |
| Wahlberechtigte       | Wahlberechtigte   | 62.087 | 100,0 |
| Wähler                | Wähler            | 54.771 | 88,2  |
| Ungültige Stimmen     | Ungültige Stimmen | 512    | 0,9   |
| Gültige Stimmen       | Gültige Stimmen   | 54.259 | 100,0 |
| davon                 |                   |        |       |
| Heiner Hofsommer      | CDU               | 19.059 | 35,1  |
| August-Wilhelm Mende  | SPD               | 29.781 | 54,9  |
| Siegfried Fiegenbaum  | GRÜNE             | 1.929  | 3,6   |
| Bodo Breitbart        | F.D.P.            | 3.262  | 6,0   |
| Karl August Gisa      | DKP               | 105    | 0,2   |
| Ernst von Pritzelwitz | LD                | 123    | 0,2   |

## Bisherige Wahlkreissieger
Direkt gewählte Abgeordnete des Wahlkreises Rotenburg waren:
| Jahr | Direktkandidat       | Partei | Stimmen in % |
| ---- | -------------------- | ------ | ------------ |
| 2018 | Lena Arnoldt         | CDU    | 31,6         |
| 2013 | Dieter Franz         | SPD    | 43,7         |
| 2009 | Dieter Franz         | SPD    | 41,3         |
| 2008 | Dieter Franz         | SPD    | 48,3         |
| 2003 | Angelika Scholz      | CDU    | 46,3         |
| 1999 | Dieter Franz         | SPD    | 50,8         |
| 1995 | Bernd Schleicher     | SPD    | 50,7         |
| 1991 | Bernd Schleicher     | SPD    | 53,2         |
| 1987 | Bernd Schleicher     | SPD    | 51,3         |
| 1983 | August-Wilhelm Mende | SPD    | 54,9         |